# 珍妮特·利
珍妮特·海伦·莫里森（英語：Jeanette Helen Morrison，1927年7月6日—2004年10月3日），艺名为珍妮特·利（英語：Janet Leigh），是一位美国演员和作家。她最知名的角色是《惊魂记》（1960年）中的玛丽昂·克雷恩，她因该角色获得了金球獎最佳電影女配角和一个奥斯卡奖提名。她曾与著名演员托尼·柯蒂斯结婚，两个女儿潔美·李·寇蒂斯和凯利·柯蒂斯也成为了演员。